# 士兵的重负
《士兵的重负》（英語：The Things They Carried）是提姆·奥布莱恩的一本有关越南战争的半自传性短篇故事集。该故事围绕着越战中美国军队的一个排而写。本书最早于1990年出版。
因为作者坚信他的信念与真諦能通过这种方式更好的传达，本书是一本明显的后设小说。书中很多人物都是半自传性。很多读者在阅读过程中发现本书与作者的另一本回忆录《如果我死在战区，请为我收殓并运回家乡》有诸多异曲同工之处。

## 相关资料
1. ↑  Israel, Elfie . "What Contemporary Authors Can Teach Us."English Journal . 86.8 (1997): 21-23. Web. 4 Mar. 2013.

## 外部連結
- The Tim O'Brien page at Houghton Mifflin Harcourt（英语：Houghton Mifflin Harcourt）
- The Things They Carried （页面存档备份，存于）
- 互联网电影数据库（IMDb）上《A Soldier's Sweetheart》的资料（英文）